# 阿氏強膨蚌
阿氏強膨蚌（学名：Cyprogenia aberti）是美國特有的一種淡水蚌。

## 保育狀況
其被列為《瀕危野生動植物種國際貿易公約》（CITES）附錄二的物種，被限制出口及貿易。